# Karangjati Anyar
Karangjati Anyar is een bestuurslaag in het regentschap Pasuruan van de provincie Oost-Java, Indonesië. Karangjati Anyar telt 4297 inwoners (volkstelling 2010).